# Rubus gothicus
Espèce
Rubus gothicus est une espèce de plantes à fleurs de la famille des rosacées et du genre Rubus. Cette espèce est caractéristique du groupement végétal des pruno-rubion radulae[Quoi ?] en phytosociologie.

## Description
Rubus gothicus a des turions anguleux à faces planes, glabres, pourvus d'aiguillons de quatre à cinq millimètre de long. Le foliole terminal rétrécit graduellement pour finir en pointe de quinze à vingt millimètre de long. Le limbe comporte des dents de trois à quatre millimètres. Sa partie supérieure comporte un à vingt poils par cm². Sa face inférieure, quant à elle, est verte à vert grisâtre et pubescente - mais les poils sont non, ou à peine perceptibles au toucher.
Les fleurs sont blanches, rarement un peu rosées.

## Habitat
Cette ronce, à distribution éparse à fréquente, vit sur un sol riche en nutriments, dans les fourrés et les lisières forestières.

## Répartition
On le rencontre en Suède, Norvège, Danemark, Allemagne, Pologne, République Tchèque, et en Autriche